# توما مدزوبه‌تسی
توماس متسوب  (تلفظ ارمنی نام او: توُما مدزوبه‌تسی) (ارمنی: Թովմա Մեծոփեցի؛ ۱۳۷۸ – ۲۴ مهٔ ۱۴۴۶) روحانی و وقایع‌نگار اهل ارمنستان بود که واقعه تهاجم تیمور لنگ به قفقاز (۱۳۸۶–۱۴۰۳) را نگاشته است.
در «آغیویت» در شمال دریاچه وان به دنیا آمد. توماس تحصیلات ابتدایی را در «صومعه متسوب» در شمال شرقی شهر ارچیش کسب نمود.